# 德國體系認證集團
德國體系認證集團（DQS Holding GmbH）的总部位于德國美茵河畔法兰克福，是全球DQS集团的控股公司。此集团提供诸多类型的管理体系和过程的审核及认证服务。

## 历史
DQS 于1985年在法兰克福成立，是德国第一家认证机构。创設的主要目的是促进德国经济的发展，创始成员为德国质量协会（DGQ）、德国标准化学会（DIN）。公司成立的契机是ISO 9000 系列标准第一份草案的颁布，其中包括当今世界最重要的质量管理体系标准：ISO 9001。 DQS 在1986年成为德国第一家颁发ISO 9001 证书的认证机构。
2008年3月，DQS 與美國保險商試驗室（UL）旗下的管理體系認證部門（ULMSS）合併。DQS 在歐洲和非洲的優勢與 UL 在北美和亞太地區的長久經驗結合，讓顧客能享受到更加專業化、一站式和全球化的認證服務，使其產品和服務在全世界得到更廣泛的認可和信賴。自此 DQS-UL 集團成為世界最大的體系認證機構之一。 
2015年6月，DQS 為強化在管理體系認證的專注，並更好地與 UL 的產品認證進行市場區分，簡名為 DQS 集團。股東結構保持不變。

## 公司构成
DQS 的三大主要股東為德國質量協會（DGQ）、德國標準化學會（DIN）及美國保險商試驗室（UL），確保集團直接了解和參與最新國際標準的發展、促進全球的質量卓越。其餘四個來自不同行業工會的代表，即德國醫療光學機電技術工業協會（SPECTARIS）、德國機械設備製造業聯合會（VDMA）、德國建築業聯合會（HBD）、德國電子技術及電子工業聯合會（ZEVI）也有持份，以確保集團能務實地遵從客戶關注。特別地，DQS 所有最終股權持有者都是註冊的非牟利組織。
DQS 在60多个国家有80多个办事处，使项目国际化服务成为可能 。DQS 集团目前有20,000家认证顾客，在130多个国家拥有约58000个认证现场。
目前公司拥有员工约为2,800人，其中2,500为审核员。

## 服务范围
DQS 集团下属的各国际办公室关注本土市场和顾客的需求，并提供相应服务。集团服务范围包括针对各行业顾客或行业特殊要求的审核以及超过100个国际或国家认可的标准和规范的认证。其中最重要的领域和标准是：
- ISO 9001（质量管理体系）
- ISO 14001（环境）
- OHSAS 18001, ISO 45001（职业安全及健康）
- SA 8000 （社會責任）
- IATF 16949（汽车行业）
- ISO 50001 （能源管理）
- ISO 27001（信息安全）
- ISO 20000（IT服务管理）
- ISO 13485（医疗器械）
- IRIS（轨道交通行业）
- AS 9100（航天）
- Sedex
- TfS

此外，风险管理体系、可持续发展、教育、数据安全、卓越经营、健康和社会服务以及集成管理体系方面的审核也在其服务范围内。

## 服务方式
集团的主要服务方式是由專業审核员提供與行業標準或客戶特定要求相關的审核服务。审核小組均要求具有相关行业的经历。为确保在审核中运用各行业最新的专业知识，审核员在审核中需将实践经验与理论相结合。

## 国际互认
DQS 是成立于1990年的国际认证互认联盟（IQNet）的创始会员和主要成员。此国际认证互认联盟的主要目的为36个国家的成员各自颁发的证书在成员内得以互认。目前DQS集團总经理 Michael Drechsel 先生是 IQNet 现任主席。
同時，DQS集團的不同分支分別取得了IATF、ANAB、DAkkS、UKAS、JAB、QuEST Forum、IECQ、ESDA等主要國家認可機構或國際行業組織的認可。